# جيفري أ. هارت
جيفري أ. هارت (بالإنجليزية: Jeffrey A. Hart)‏ هو عالم سياسة أمريكي، ولد في 29 ديسمبر 1947 في نيو كنسينغتون في الولايات المتحدة.